# Oficina de Consellers de Política Europea
L'Oficina de Consellers de Política Europea (BEPA, per les seves sigles en anglès: Bureau of European Policy Advisers) és el més alt òrgan consultiu que assisteix a la Comissió Europea, i en particular al seu  President, del que depèn. La seva funció, és la de proporcionar al President i, en el seu cas, al Col·legi, una anàlisi a fons de la informació disponible i de la situació general de les polítiques de la Unió, per tal de fonamentar les línies d'actuació estratègica que, a mitjà i llarg termini, ha de continuar la Comissió per al més eficaç i encertat exercici de les seves funcions. BEPA és un servei de naturalesa eminentment política, sense funció administrativa o cap executiva, amb una finalitat consultiva o d'estudi, però la importància política real del qual i rellevància en la formació d'idees i projectes pot ser molt destacada.
A causa de la seva variada composició multidisciplinària, que compta amb Consellers procedents de diferents àmbits i experts en matèries molt diverses, BEPA acostuma a exercir també funcions d'enllaç amb la societat civil, especialment a les universitats i totes les altres institucions acadèmiques, les confessions religioses, els partits polítics nacionals i europeus, el sector científic, el món de les finances i de l'economia, etc.

## Composició
Existeixen tres categories de Consellers Polítics Europeus: 
- Consellers consumats, que ho són per raó del càrrec que ocupen i durant el temps en el qual l'ho ocupin: 
  - el Director de l'Oficina,
  - el Director Adjunt,
  - el Conseller en Cap,
  - el Cap de Gabinet del President de la Comissió,
  - el Conseller Científic Cap del President,
- Consellers especials, nomenats i cessats lliurement pel President de la Comissió, normalment entre experts en matèries d'interès i dedicats a una feina d'assessorament exclusiu;
- Consellers associats, designats per un temps indefinit pel President de la Comissió o el Director de l'Oficina per a feines d'assessorament continu externalitzat, són convocats a les reunions a Brussel·les i participen en l'elaboració d'informes. Acostumen a procedir de l'àmbit acadèmic o de think tanks internacionals, comptant-se també polítics retirats de prestigi europeu.

És el President qui designa els membres que consideri més aptes per al lloc de Consellers especials i associats, encara que acostuma a succeir entre aquests que el President n'afegeixi un o diversos experts als existents, rellevant a alguns dels anteriors, però havent-se'n mantingut fins avui una certa tradició de continuïtat en la seva composició general que afavoreixi el bon funcionament dels seus treballs com un laboratori d'idees i de pensament molt qualificat. És freqüent que els Consellers associats siguin nomenats a proposta del Director de l'Oficina.

## Funcionament
Els treballs d'aquest òrgan acostumen a repartir-se per encàrrec del President de la Comissió, i són coordinats pel Director de l'Oficina de Consellers de Política Europea S'organitzen grups de treball sectorials integrats per tres o més Consellers experts en la matèria, encarregats del seguiment de determinats assumptes i els seus expedients, i de les relacions corresponents, i s'encomanen àrees d'actuació als Consellers en l'àmbit extern o de relacions i seguiment. Així acostumen a establir-se un grup d'assumptes econòmics, un altre per a la política exterior, i els altres que determini el seu Director. A totes aquestes tasques els Consellers estan assistits pel Gabinet d'Anàlisi, òrgan permanent de l'Oficina.
L'Oficina s'estructura a través de dos Grups organitzats en diverses unitats sectorials, una unitat central i una secretaria, a saber: 
- Un Grup de Divulgació, dividit en tres unitats sectorials o sectors, que en resum inclouen quatre Consellers permanents i sis associats: 
  - un sector de diàleg europeu,
  - un sector de diàleg global i
  - un sector de redacció de discursos.
- Un Grup d'Anàlisi, integrat per cinc Consellers permanents i dos associats, dirigits per un coordinador.
  - A més a més inclou la unitat de suport al Conseller Científic Cap del President.
- Una Unitat de Coordinació.
- Una Secretaria.

L'Oficina de Consellers de Política Europea té l'estructura i el rang formal d'una Direcció General de la Comissió, integrada en l'Oficina del President de la Comissió.